# ISO 3166-2:AW
ISO 3166-2:AWはISOの3166-2規格のうち、AWで始まるものである。西インド諸島オランダ領アルバの行政区分コードを意味する。アルバはISO 3166-1(ISO 3166-1 alpha-2)で、AWを国コードとして割り振られている。ISO 3166-2:AWに対応する行政区分コードの割り当てはない。